# 朔矢しゅう
朔矢 しゅう（さくや しゅう、11月25日 - ）は、OSK日本歌劇団の元男役スター。大阪府泉佐野市出身。B型

## 略歴
- 2013年、OSK日本歌劇団研修所入学。91期生。同期に壱弥ゆう（男役スター）ら。
- 2014年9月、先斗町歌舞練場／三越劇場／大丸心斎橋劇場で上演された『桜NIPPON踊るOSK 2014』に、舞台実習生として出演。
- 2015年4月、OSK日本歌劇団入団。同月の大阪ドーンセンター『狸御殿 ―HARU RANMAN－』で劇団員としての初舞台を踏む [1]。
- 2018年9月、セントラファエロチャペル御堂筋での『OSK Revue Cafe ～Evolution～』で小フロア公演初主演。
- 2019年1月、DAIHATSU 心斎橋角座『REVUE JAPAN～GEISHA & SAMURAI～』にて劇場公演初主演。その後も心斎橋角座での中劇場公演やOSK Revue Cafe in Brooklyn Parlor OSAKAでの主演を務めた。
- 2023年3月、OSK Revue Cafe in Brooklyn Parlor OSAKA『DANCING STAR～DEPARTURE』（主演）をもって、OSK日本歌劇団を退団 [2]。
- 2023年10月、恋川純弥&OSK日本歌劇団OG『neo tradition』豪華絢爛レビュー絵巻、および11～12月、OSK日本歌劇団OG公演『道頓堀ロマネスク』にて舞台活動を再開。

## 主な舞台
研修生時代
- 2014年9月、先斗町歌舞練場／三越劇場／大丸心斎橋劇場『桜NIPPON 踊るOSK 2014　華綾とり／炎舞（カルメンより）』

入団後
- 2015年4月、大阪ドーンセンター『狸御殿 ―HARU RANMAN－』
- 2015年6月、大阪松竹座『レビュー春のおどり　道頓堀開削400年「浪花今昔門出賑」／Stormy Weather』
- 2015年9・11月、大丸心斎橋劇場／上田市交流文化芸術センター『紅に燃ゆる ～真田幸村 紅蓮の奏乱～』
- 2015年10～11月、たけふ菊人形『紅に燃ゆる ～真田幸村物語（たけふ菊人形スペシャルバージョン）～』
- 2015年11月、京都南座『OSKレビュー in Kyoto　浪花今昔門出賑／Stormy Weather』
- 2016年1～3月、セントラファエロ教会『OSK Revue Cafe　Bonjour!!』
- 2016年3月、大阪ビジネスパーク円形ホール『狸御殿 ―HARU RANMAN―  狸吉郎勝舞編』
- 2016年5月、大阪松竹座『レビュー春のおどり　花の夢 恋は満開／Take the beat!』
- 2016年6月、セントラファエロ教会『PRECIOUS STONES in OSK Revue Cafe』
- 2016年7月、新橋演舞場『レビュー夏のおどり　花の夢 恋は満開／Take the beat!』
- 2016年9月、レストランローズガーデン『OSK Revue Cafe UP SIDE DOWN』
- 2016年11～12月、近鉄アート館／銀座博品館劇場『ROMEO&JULIET』
- 2017年1～2月、レストランローズガーデン『OSK Revue Cafe　INSPIRE』
- 2017年4月、近鉄アート館『Show「Let's Hang Out!」』
- 2017年6月、大阪松竹座『レビュー春のおどり　桜鏡 ～夢幻義経譚～／Brilliant Wave ～100年への鼓動～ 』
- 2017年8月、セントラファエロ教会『OSK Revue Cafe「Sparkling star」』
- 2017年8月、新橋演舞場『レビュー夏のおどり　桜鏡 ～夢幻義経譚～／Brilliant Wave ～100年への鼓動～ 』
- 2017年10月、YES-Theater『四季の宴 ～風雅流麗～』
- 2018年1月、DAIHATSU MOVE 道頓堀角座『PRECIOUS STONES「Everlasting」』
- 2018年3月、大丸心斎橋劇場『巴里のアメリカ人』
- 2018年5月、大阪松竹座『レビュー春のおどり　桜ごよみ 夢草紙／One Step to Tomorrow!』
- 2018年7月、新橋演舞場『レビュー夏のおどり　桜ごよみ 夢草紙／One Step to Tomorrow!』
- 2018年9月、セントラファエロチャペル御堂筋『OSK Revue Cafe ～Evolution～』 ＊主演
- 2019年1～2月、DAIHATSU 心斎橋角座『獅子の星 ～Stella Leonis～』
- 2019年1～4月、DAIHATSU 心斎橋角座『REVUE JAPAN～GEISHA & SAMURAI～』 ＊主演
- 2019年4～7月、DAIHATSU 心斎橋角座『DANCING STAR ～Precious Stones～』 ＊主演
- 2019年7月、京都南座『OSK SAKURA NIGHT ～夢見ていよう～』
- 2019年9月、DAIHATSU 心斎橋角座『PRECIOUS STONES』
- 2019年11月、DAIHATSU 心斎橋角座『PRECIOUS STONES』
- 2019年12～2020年1月、ABCホール／銀座博品館劇場『天使の歌が聞こえる』ヘンリー（エージェント）役 [3]
- 2020年4～5月、大阪松竹座／新橋演舞場『レビュー春のおどり　ツクヨミ～the moon～／Victoria!』 （公演中止）
- 2020年11月、大阪松竹座『OSKだよ全員集合！Memorial Show & Premium Talk』
- 2021年1・3月、大阪松竹座／新橋演舞場『レビュー春のおどり　ツクヨミ ～the moon～／Victoria!』
- 2021年12月、近鉄アート館『THE REVUE SHOW』[4]
- 2022年1月、大阪松竹座『劇団創立１００周年記念式典』
- 2022年2・3月、大阪松竹座／新橋演舞場『OSK日本歌劇団創立100周年記念公演「レビュー春のおどり」　光／INFINITY』 [5]
- 2022年9月、大阪市中央公会堂大集会室『OSK日本歌劇団創立100周年記念コンサート』
- 2022年10月、たけふ菊人形『第42回「たけふレビュー」』 ＊主要キャスト
- 2022年11月、枚方市総合文化芸術センター『大阪府枚方市公演「Diamond Quality」』 ＊主要キャスト

### OSK Revue Cafe in Brooklyn Parlor OSAKA
- 2020年8月～2020年9月、『男舞（おとこまい）（無観客ライブ配信）』
- 2020年8月、『BPまつり（無観客ライブ配信）』
- 2020年12月、『男舞』
- 2020年12月、『クリスマスパーティー』
- 2021年2月、『桜まつり～バレンタインスペシャル～』
- 2021年5月、『Every Little Star 2 (ELS2)（無観客ライブ配信）』 ＊主演
- 2021年6月、『夏のおどりトークショー』
- 2021年6～7月、『Every Little Star (ELS2)』 ＊主演
- 2021年8月、『桜まつり～サマースペシャル～』
- 2021年9月、『PRECIOUS STONES 朔矢しゅう』 ＊主演
- 2021年12月、『クリスマスパーティー』
- 2022年2月、『春のおどりトークショー』
- 2022年4月、『桜まつり』
- 2022年5月、『愛瀬光 Gift of Light』
- 2022年6月、『朔矢しゅう Special LIVE』 ＊主演
- 2022年8月、『桜まつり』
- 2022年12月、『桜まつり』
- 2023年1～3月、『DANCING STAR～DEPARTURE』 ＊主演
- 2023年3月、『フェアウェルパーティー 朔矢しゅう』 ＊主演

### 主な出演イベント
- 2017年4月、インテックス大阪会場内UTAGE館『’17食博覧会・大阪』
- 2017年10月、史跡難波宮跡『中秋明月祭 大阪2017（ミニステージ）』
- 2018年10月、道頓堀相合橋上特設ステージ『道頓堀リバーフェスティバル「道頓堀川面舞台」 』

## OSK日本歌劇団退団後の主な活動

### 舞台
- 2023年10月、道頓堀ZAZA HOUSE『恋川純弥&OSK日本歌劇団OG「neo tradition」豪華絢爛レビュー絵巻』 [6]
- 2023年11 - 12月、道頓堀ZAZA HOUSE『OSK日本歌劇団OG公演「道頓堀ロマネスク」』[7]
- 2025年5月、大阪松竹座『OSK日本歌劇団 OG公演　Forever Dream』[8][9]

### イベント・その他
- ほっと関西 ええやん！この街 堺特集 堺少女歌劇団 堺っ子体操（2023年10月31日放送、NHK大阪放送局）[10]
- neo～Live Show～ in ルミナス神戸2（2023年11月3日）
- 道頓堀リバーフェスティバル 2023 「大阪JAZZフェスティバル」（2023年11月26日、OSK日本歌劇団 OG ステージ）[11]
- Heart&Dream（2023年12月10日放送、サンテレビジョン）[12]